# Suchiate (rzeka)
Suchiate (hiszp. Río Suchiate) – rzeka w zachodniej Gwatemali i południowo-wschodnim Meksyku. Rzeka wypływa z południowych zboczy wulkanu Tacaná w gwatemalskim departamencie San Marcos i płynie na południe w kierunku Oceanu Spokojnego. Dolny bieg rzeki wytycza południowo-zachodni fragment granicy gwatemalsko-meksykańskiej. Głównym miastem znajdującym się nad rzeką jest meksykańskie Ciudad Hidalgo.
Powierzchnia dorzecza rzeki Suchiate wynosi 1400 km², spośród czego 1064 km² znajduje się w Meksyku, a 336 km² w Gwatemali.